# Pseudonthobium monteithianum
Pseudonthobium monteithianum là một loài bọ cánh cứng trong họ Bọ hung (Scarabaeidae).